# Mestra hypermestra
Mestra hypermestra is een vlinder uit de familie Nymphalidae. De wetenschappelijke naam van de soort is voor het eerst geldig gepubliceerd in 1825 door Jacob Hübner.